# Травяной чилим
Травяной чилим (лат. Pandalus latirostris) — вид десятиногих раков из инфраотряда настоящих креветок (Caridea). Длина тела достигает 18 см. Обитает на мелководье (от литорали до 9 м) Тихого океана от Сахалина до Японии. Примерно в 1959 году произошла интродукция вида в Чёрное море. Промысловый вид.

## Образ жизни и ареал
Pandalus latirostris обитает в зарослях морских трав из родов Zostera и Phyllospadix от литорали до глубины 30 метров. Там он питается молодыми проростками и мелкими донными беспозвоночными. Нормальные гидрологические условия для травяного чилима +10—23 °C и 24—35 ‰. При падении температуры до −2,5 °C он впадает в анабиоз и вновь активизируется только при повышении температуры до +1 °C. В начале зимы Pandalus latirostris зарывается в грунт среди корневищ морских трав.
Этот вид характеризуется протандрическим гермафродитизмом: все вышедшие из яйца особи — самцы, которые по достижении некоторого размера и возраста превращаются в самок. Продолжительность жизни составляет около 4 лет.
Травяной чилим распространён от Татарского пролива до Южной Кореи по материковому побережью и от залива Терпения до Токийского залива и Нагасаки.

## Хозяйственное значение
Как и многие другие виды креветок, Pandalus latirostris стал объектом промышленного лова: хорошо развитые мышцы брюшка (абдомена) используют в пищу.